# کاتارینا فریرا
کاتارینا فریرا (پرتغالی: Catarina Ferreira; متولد ۳۰ می ۱۹۹۸) مدل و ملکه زیبایی پرتغالی، برنده مسابقه دوشیزه جهان پرتغال ۲۰۲۲ است. او نماینده پرتغال در رقابت خانم جهان ۲۰۲۲ خواهد بود.

## زندگینامه
فریرا در ناحیه آوایرو به دنیا آمد و بزرگ شد. او در حال حاضر دارای مدرک زبان و تجارت بین‌الملل و کارشناسی ارشد در بازاریابی است. او در ۷ سالگی به همراه خانواده‌اش به فرانسه نقل مکان کرد، جایی که بعداً در رشته‌های نامه و بازرگانی بین‌المللی فارغ‌التحصیل شد. در سال ۲۰۱۹، او تصمیم گرفت به پرتغال بازگردد تا در مقطع کارشناسی ارشد به تحصیل در رشتهٔ بازاریابی بپردازد.